# 地道行雄
地道行雄（地道行雄，1922年1月22日—1969年5月15日），兵庫縣神戸市出身。暴力團第三代山口組舍弟（原為若頭）、地道組組長。
1922年生於神戸市兵庫區。小學畢業後，在「三菱機電」擔任員工。1943年徵召服役，參與二次大戰。戰後，加入山口組。
1946年山口組第三代組長「田岡一雄」就任，成為田剛的子分成員。之後，在多次的衝突鬥爭中展露頭角，實力備受肯定。在1955年昇任山口組若頭，當時年33歲。就任後，在1956年的「小松島抗爭」、1960年的大阪明友會襲擊事件、1961年的山陰地區松山芳太郎殺害事件、1962年博多的夜櫻銀次（本名平尾國人）殺害事件及1963年的「廣島抗争」等數抗爭事件中擔任戰場的總指揮。其屈服日本各地角頭，擴大山口組在全國的勢力。
1946年，日本警方對山口組進行大規模消滅行動的「第一次頂上作戰」際。「地道行雄」配合政府解散山口組的主張，與田岡組長意見不和。在1968年2月被辭去若頭地位，保有舍弟身分。山口組後任若頭，由地道的盟友，穩健派的梶原組組長・梶原清晴就任。
1969年4月，在自家肺病病發，同年5月在神戶病逝。地道組的第二代名跡絕。原地道組若頭的「佐佐木將城」升格為山口組直參，為第三代山口組「佐佐木組」組長。